# Quận Hunt, Texas
Quận Hunt (tiếng Anh: Hunt County) là một quận trong tiểu bang Texas, Hoa Kỳ. Quận lỵ đóng ở thành phố Greenville.6. Theo kết quả điều tra dân số năm  2000 của Cục điều tra dân số Hoa Kỳ, quận có dân số 76596 người.

## Địa lý

### Các quận giáp ranh
- Quận Fannin  (bắc)
- Quận Delta  (đông bắc)
- Quận Hopkins  (đông)
- Quận Rains  (đông nam)
- Quận Van Zandt  (phía nam)
- Quận Kaufman  (phía nam)
- Quận Rockwall  (tây nam)
- Quận Collin  (phía tây)

## Thông tin nhân khẩu
Theo điều tra dân số 2 năm 2000, quận đã có dân số 76.596 người, 28.742 hộ gia đình, và 20.521 gia đình sống trong quận. Mật độ dân số là 91 người cho mỗi dặm vuông (35/km ²). Có 32.490 đơn vị nhà ở với mật độ trung bình là 39 cho mỗi dặm vuông (15/km ²). Các dân tộc trong quận gồm 83,57% người da trắng, 9,45% da đen hay Mỹ gốc Phi, 0,73% người Mỹ bản xứ, 0,54% người châu Á, Thái Bình Dương 0,07%, 3,93% từ các chủng tộc khác, và 1,70% từ hai hoặc nhiều chủng tộc. 8,31% dân số là người Hispanic hay Latino thuộc chủng tộc nào.
Có 28.742 hộ, trong đó 32,90% có trẻ em dưới 18 tuổi sống chung với họ, 56,20% là các cặp vợ chồng sống với nhau, 11,00% có chủ hộ là nữ không có mặt chồng, và 28,60% là không lập gia đình. 24,10% của tất cả các hộ gia đình đã được tạo thành từ các cá nhân và 9,60% có người sống một mình 65 tuổi trở lên đã được người. Bình quân mỗi hộ là 2,60 và cỡ gia đình trung bình là 3,08.
Trong quận, cơ cấu tuổi dân số gồm 26,50% ở độ tuổi dưới 18, 10,00% 18-24, 28,00% 25-44, 22,80% 45-64, và 12,60% người 65 tuổi trở lên. Tuổi trung bình là 36 năm. Cứ mỗi 100 nữ có 98,10 nam giới. Cứ mỗi 100 nữ 18 tuổi trở lên, đã có 95,30 nam giới.
Thu nhập trung bình cho một hộ gia đình trong quận đã được 36.752 USD, và thu nhập trung bình cho một gia đình là 44.388 đô la Mỹ. Nam giới có thu nhập trung bình 33.347 Mỹ kim so với 23.085 $ cho phái nữ. Thu nhập trên đầu cho các quận được $ 17,554. Giới 8,60% gia đình và 12,80% dân số sống dưới mức nghèo khổ, trong đó có 15,80% những người dưới 18 tuổi và 11,70% có độ tuổi từ 65 trở lên. 

## Thành phố và thị trấn
| - Caddo Mills - Campbell - Cash (không hợp nhất) - Celeste - Commerce - Floyd (không hợp nhất) - Greenville - Hawk Cove | - Lone Oak - Merit (không hợp nhất) - Neylandville - Quinlan - Union Valley - West Tawakoni - Wolfe City |